# Religião nas Filipinas
Religião nas Filipinas pela CIA

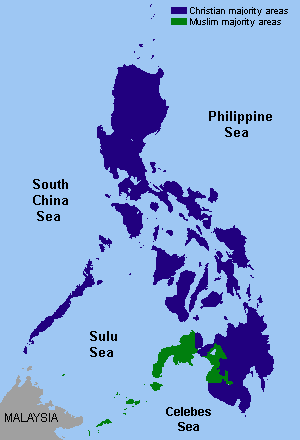
O território em azul no mapa das Filipinas é de predominância cristã. O território em verde, predomina o islamismo.

As Filipinas são um dos dois países da Ásia de predominância cristã, sendo o outro Timor-Leste (ambos de maioria católica): mais de 90% da população é cristã. Cerca de 80% são fiéis da Igreja Católica Romana, enquanto os 11% restantes aderem a outras denominações cristãs, como a Igreja Filipina Independente, A Igreja de Jesus Cristo dos Santos dos Últimos Dias, Igreja Adventista do Sétimo Dia, Igreja Unida de Cristo e da Igreja Ortodoxa. . A divisão eclesiástica do país compreende várias dioceses e arquidioceses.
Várias igrejas barrocas estão incluídas na lista de Património Mundial da UNESCO, incluindo a Igreja de San Agustín, em Manila, a Igreja Paoay em Ilocos Norte, o Nuestra Señora de la Asunción (Santa Maria) Igreja em Ilocos Sur, a Igreja de Santo Tomás de Villanueva em Iloilo e da Basílica Minore del Santo Niño de Cebu.
Entre 5% da população são muçulmanos, a maioria dos quais vive em Mindanao, Palawan e do arquipélago de Sulu, uma área conhecida como Bangsamoro ou da região Moro. Alguns migraram para zonas urbanas e rurais em diferentes partes do país. A maioria dos muçulmanos filipinos  prática, uma forma de islamismo sunita, enquanto outros grupos tribais, como o Bajau, prática de uma forma mista com animismo.
Tradições religiosas filipinas continuam a ser praticadas por muitos grupos indígenas e tribais, muitas vezes sincretizada com o cristianismo e o islamismo. Animismo, religião e folclore, e xamanismo, permanecem presentes como correntes da religião dominante. Enquanto isso, o budismo, o taoísmo e a religião popular chinesa, são dominantes em comunidades de imigrantes chineses.
Aqueles que pertencem à fé Bahá'í, ao hinduísmo, ao judaísmo, ou aqueles com outras crenças espirituais, e aqueles que não seguem nenhuma forma de religião, são a minoria restante.

## Cristianismo
O cristianismo chegou as Filipinas com o desembarque de Fernão de Magalhães, em 1521. No final do Século XVI, soldados e missionários deslocaram-se para o país, quando oficialmente reivindicou o arquipélago para a Espanha e nomeou-o depois de seu rei. A atividade missionária durante o longo governo colonial do país pela Espanha e dos Estados Unidos transformou as Filipinas no maior país cristão da Ásia e, em seguida, considerando a crescente população cristã da Coreia do Sul, perdeu o posto para a colônia de Timor-Leste.

### Igreja Católica Romana
O catolicismo romano é a religião predominante, a maior denominação cristã, com estimativas de 70-75% da população pertencente a esta fé nas Filipinas, porém apenas uma pequena parte é frequente. O país tem uma tradição espanhola significativa católica, e o catolicismo em estilo espanhol é altamente integrado na cultura, que foi adquirida de padres ou frades (prayle em filipino). Isso é mostrado nas procissões e missas, onde se reúnem grandes multidões, honrando seu santo padroeiro ou santos. Procissões e festas são realizadas durante os dias de festa dos padroeiros de diversos bairros. O catolicismo romano é também o fato de religião de Estado nas Filipinas.
Todos os anos, em 31 de outubro a 2 de novembro, famílias filipinas comemoram o Dia dos Mortos ou popularmente conhecida como "Dia de Finados e Santos", que passam grande parte do 3 dias e 3 noites visitando os túmulos ancestrais, mostrando respeito e honra aos seus parentes falecidos e oferecendo orações e rezas.

### Protestantes
O protestantismo chegou as Filipinas com a vinda dos norte-americanos na virada do século XX. Em 1898, a Espanha perdeu as Filipinas aos Estados Unidos. Depois de uma dura luta pela independência contra os seus novos ocupantes, os filipinos se renderam e foram novamente colonizados. A chegada de missionários protestantes americanos aconteceu logo em seguida.

### Outros cristãos
- A Igreja de Jesus Cristo dos Santos dos Últimos Dias - Durante a Guerra Espanhola-Americana em 1898, dois homens de Utah, que eram membros da bateria de artilharia dos Estados Unidos e que também foram separados como missionários pela Igreja antes de abandonar o Estados Unidos, pregou enquanto estavam nas Filipinas. O trabalho missionário voltou a acontecer após a II Guerra Mundial, e em 1961 a Igreja foi oficialmente registrada nas Filipinas.  Em 1969, a Igreja tinha se espalhado por oito ilhas principais e teve o maior número de batismos de qualquer área na Igreja. o templo de Manila foi construído em 1984 e um outro templo está em construção na cidade de Cebu. O Centro de Treinamento Missionário de Manila foi criado em 1983. Em 1984, havia 76 000 pessoas adeptas ao mormonismo no país e em 1990, esse número havia chegado aos 237.000 em adesão. Na nova estatística da igreja, em 2007, havia 594 655 mórmons nas Filipinas.
- Testemunhas de Jeová - Os missionários das Testemunhas de Jeová chegaram nas Filipinas durante a Ocupação americana (1898-1945). Eles têm se envolvido em várias controvérsias tribunais por causa de seu stand no pavilhão de saudação e de transfusões de sangue. Eles são conhecidos por sua pregação em pares de casa em casa. Atualmente existem mais de 210.000 membros, nas Filipinas, a partir de 2017.
- Membros da Igreja de Deus International - é um organização religiosa não-trinitária conhecida por seu programa de televisão, O Caminho Antigo (Ang Dating Daan em Filipino). Este grupo é uma ramificação do Iglesia ng Dios kay Kristo Hesus, Haligi at Suhay ng Katotohanan (Igreja de Deus em Cristo Jesus, Pilar e Apoio da Verdade). Eles reivindicam a aderir apenas às doutrinas apresentadas pelo Evangelho. Eles rejeitam a liturgia eucarística, Trindade e outras doutrinas introduzidas pelos Padres da Igreja Católica. Eles acreditam que Eli Soriano é o intérprete exclusivo da Bíblia. Eles reivindicam uma visão diferente sobre a pessoalidade de Deus e da divindade de Jesus Cristo ao contrário da fé cristã histórica. Atualmente, números de sociedade estão se expandindo rapidamente em Filipinas e America Latina.
- O Reino de Jesus Cristo, o Nome acima de todo nome - O Reino de Jesus Cristo (Kingdom of Jesus Christ), o Nome acima de todo nome foi fundado pelo Pastor Apollo C. Quiboloy, afirmando ser nomeado o Filho de Deus, em 1 de setembro de 1985. Eles alegam que Cidade Davao é a Nova Jerusalém.

## Islamismo
O Islamismo chegou ao país no Século XV com a chegada do malaio, javaneses comerciantes e mercadores árabes da Malásia e da Indonésia, embora a disseminação do Islã no país é devido à resistência dos muçulmanos na Índia. Os indianos levaram o Islã para o Sudeste Asiático, especialmente a Malásia e a Indonésia, e por sua vez, os dois últimos trouxeram o Islã para as Filipinas. Muçulmanos filipinos constituem cerca de cinco por cento da população e estão concentrados na porção ocidental da ilha de Mindanao. O Bangsamoro, ou Nação Muçulmana, um termo usado para definir os diferentes grupos étnicos que professam o islamismo no país como a sua religião, têm vindo a lutar contra a guerra mais prolongada de independência na história do mundo. Estes incluem o Tausugs e o Maranaos. O movimento islâmico separatista das Filipinas está travando esta guerra durante quase cinco séculos - contra os espanhóis, os americanos, japoneses e filipinos predominantemente cristãos da república independente de hoje. Filipinos muçulmanos seguem a tradição sunita.